# Горный Студен (пароход)
«Горный Студен» — пароход, находившийся в составе военно-морского флота Российской империи и военно-морского флота Болгарии.

## Описание парохода
Судно представляло собой невооружённый 100-тонный пароход. Длина судна составляла 27,43 метра, ширина — 6 метров, а осадка от 0,61 до 1,05 метра. На пароходе была установлена паровая машина мощностью 50 лошадиных сил и его скорость могла достигать 11 узлов. Экипаж парохода состоял из 26 человек.

## История службы
Пароход был построен в 1877 году во Франции и продан Османской империи, где использовался в качестве торгового судна на Дунае. После начала русско-турецкой войны 1877—1878 гг. пароход был затоплен турками, но затем поднят и отремонтирован русскими войсками и получил новое название «Горный Студенъ» на русском языке (в честь болгарского селения, в котором имел место ожесточённый бой частей русской армии с турецкими войсками).
1 августа 1879 года Российская империя передала Болгарии штаб и плавсредства русской Дунайской флотилии (в том числе, пароход «Горный Студенъ», получивший новое наименование на болгарском языке — «Горни Студенъ»). В результате, 12 августа 1879 года в городе Рущук была создана болгарская Дунайская военная флотилия.
В дальнейшем, он использовался для несения патрульной службы и обучения личного состава.
В апреле 1880 года в связи с низкими характеристиками и неудовлетворительным техническим состоянием пароходы «Горный Студен» и «Породимъ» были выведены из состава болгарского военного флота. Вслед за этим, «Горный Студен» был продан частному лицу, а через два года — отдан на слом и разобран.